# Cypress (Illinois)
Cypress é uma vila localizada no estado americano de Illinois, no Condado de Johnson.

## Demografia
Segundo o censo americano de 2000, a sua população era de 271 habitantes.
Em 2006, foi estimada uma população de 291, um aumento de 20 (7.4%).

## Geografia
De acordo com o United States Census Bureau tem uma área de
1,9 km², dos quais 1,9 km² cobertos por terra e 0,0 km² cobertos por água. Cypress localiza-se a aproximadamente 104 m acima do nível do mar.

## Localidades na vizinhança
O diagrama seguinte representa as localidades num raio de 16 km ao redor de Cypress.